# Пара
Вижте пояснителната страница за други значения на Пара.
Пàрата е вещество в газообразно агрегатно състояние при температура по-ниска от съответната критична точка на това вещество. Това означава, че тази пара може да кондензира до течност при увеличение на налягането върху нея, без да се намалява температурата.
Чистата водна пара представлява прозрачен газ, който при стандартно атмосферно налягане заема 1600 пъти по-голям обем от същото количество течна вода. Най-честите източници на водни пари са водните басейни и преди всичко моретата и океаните. В областта над екватора е изчислено, че от океанската повърхност годишно се изпарява воден слой с височина около 3 метра.
В разговорния език „пара“ често се нарича и водата, която кондензира във въздуха и е видима във вид на мъгла, облаци и други.
Парата е различна от аерозола по това, че аерозолът съдържа малки твърди или течни частици (или и двете) в газ.

## Свойства
Парата представлява газова фаза с температура, при която същото вещество може да съществува в течно или твърдо състояние, под критичната темепратура на това вещество. Например, водата има критична температура от 374 °C, което е най-високата температура, при която може да съществува течна вода. Ако парата се докосва с течна или твърда фаза, двете фази ще се намират в състояние на термодинамично равновесие. На парата се дължат процесите на образуване на облаци и кондензация. Тя често се използва за провеждане на физични процеси, като например дестилация. Съставните молекули на парата притежават вибрационно, ротационно и транслационно движение. Тези движения се взимат предвид в кинетичната теория на газовете.

## Парно налягане
Парното налягане е налягането на равновесие от дадена течност или твърдо тяло при определена температура. Това парно налягане на равновесие не зависи от това колко контакт е осъществен с течната и твърдата повърхност на допир.
Температурата на кипене на дадена течност е температурата, при която парното налягане се изравнява с атмосферното налягане.
За двуфазни системи (например две течни фази), парните налягания на отделните фази са равни. Ако няма по-силни привличания между молекулите, парното налягане следва закона на Раул, който гласи, че парциалното налягане на всеки компонент е произведение от парното налягане на чистия компонент и моларната му част в сместа. Общото парно налягане е сума от парциалните налягания на компонентите.